# Verzetsmonument van Hilversum
Het verzetsmonument van Hilversum in de gemeente Hilversum staat in het rosarium op de hoek Boomberglaan/Torenlaan en herdenkt het Nederlandse Verzet in de Tweede Wereldoorlog. Elk jaar vindt hier op 4 mei de Dodenherdenking plaats. Dit gebeurt aansluitend op een stille tocht vanuit Theater Gooiland. Na het spelen van het Taptoe signaal wordt om 20.00 uur twee minuten stilte gehouden. Hierna volgt een defilé waarbij bloemen of kransen kunnen worden gelegd in het Rosarium.
Het monument bestaat uit een knielende mannenfiguur met opgeheven armen. De knielende man herrijst vanuit de ellende en vernedering omhoog. Het beroofd zijn van kleding, materieel en geld, maar ook het vertrouwen in de medemens, wordt gesymboliseerd door zijn naaktheid.
Op het granieten voetstuk staat een gedicht uit 1949 van Garmt Stuiveling:
GEDENK WIER HARTEN
IN GEWELD EN NOOD
'T ONRECHT WEERSTONDEN
TOT HUN 'T BLOED ONTVLOOT
O OFFERS, DIE ALS ZAAD
ZIJT IN DE VOREN
'S LANDS VRIJHEID LEEFT
HERBOREN UIT UW DOOD
Beeldhouwer en ontwerper Piet Esser omschreef het beeld als:
De linker hand getuigt van kracht
Waarmee hij naar zijn vrijheid streeft.
De rechter, die hij bij zijn voorhoofd heeft
Spreekt van de smart die 't onrecht bracht.
Zo even heeft hij nog gewacht,
Maar nu, het lijkt of hij plots leeft,
En meer om vrijheid dan om vrede geeft,
Heeft hij genoeg van deze lange nacht
Tilt op zijn knie als waar
Het dat hij de strijd aanbindt.
En zo, in deze houding staat hij daar,
Rondom hem gras, en rozen, paden grint.
Zo zien we hem slechts eens per jaar.
Ik denk dat ik dat jammer vind.